# Баница (Республика Сербская)
Баница (серб. Бањица / Banjica) — село в общине Биелина Республики Сербской Боснии и Герцеговины. Население составляет 295 человек по переписи 2013 года.
В посёлке располагается монастырь Тавна, памятник культуры, который находится под государственной защитой.